# Балатонсарсо
Балатонсарсо (угор. Balatonszárszó) — село вздовж південного берега озера Балатон на заході Угорщини в медьє Шомодь. Населення — 2013 осіб (2017).

## Розташування
Село розташоване на узбережжі Балатона, біля південного-західного краю озера, за 65 кілометрів на північний схід від столиці медьє — Капошвара та за 120 кілометрів від столиці країни Будапешта. Через місто проходять автомобільна дорога і залізниця, що ведуть уздовж південного узбережжя Балатону.

## Історія
Село вперше згадується в 1082 році. У 1843 побудована реформатська церква у стилі неокласицизму. З 1904 Сарсо отримав статус курорту. У 1913 році побудована залізнична станція, поштове відділення, встановлено телефонний зв'язок. Під час Першої світової війни загинуло 50 уродженців села.
3 грудня 1937 на залізничній станції в результаті самогубства загинув Аттіла Йожеф, один з найвідоміших угорських поетів 20-го століття.
Під час Другої світової війни загинуло 34 уродженці села.
Перший дитячий садок відкрито в 1947. У 1948 році об'єднали дві школи, а в 1961 побудована сучасна будівля місцевої школи.
У 1972 році відкрито музей Аттіли Йожефа.

## Демографія
Станом на 2023 рік населення становить 2067 осіб, з них угорці 87,9 %, німці 2,5 %. Релігійний склад: католики 30,1 %, греко-католики 14,8 %, протестанти 4,7 %, решта сповідує інші релігії або атеїсти.

## Міста-побратими
- Жосень, Румунія

## Галерея

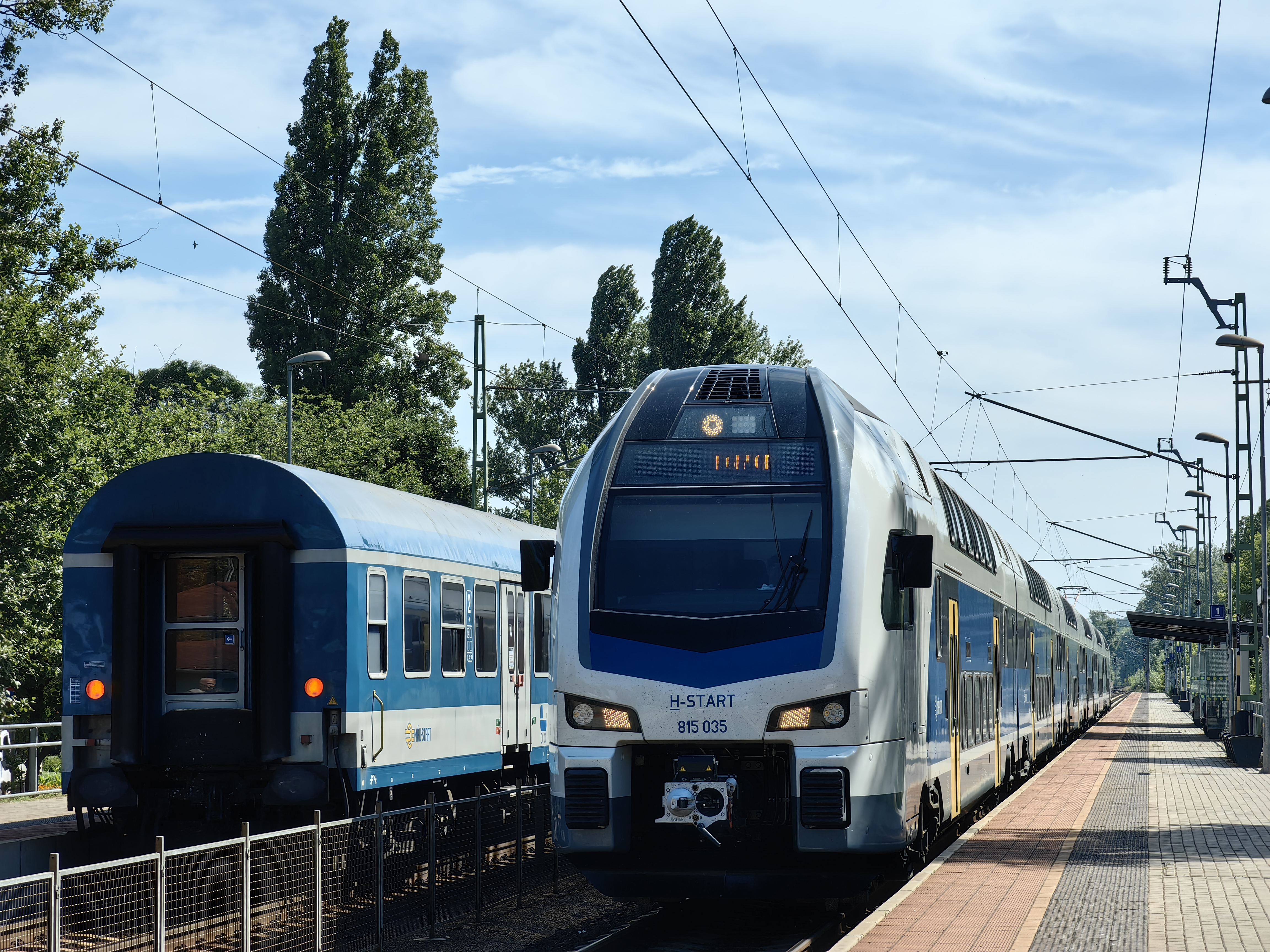
Залізнична станція
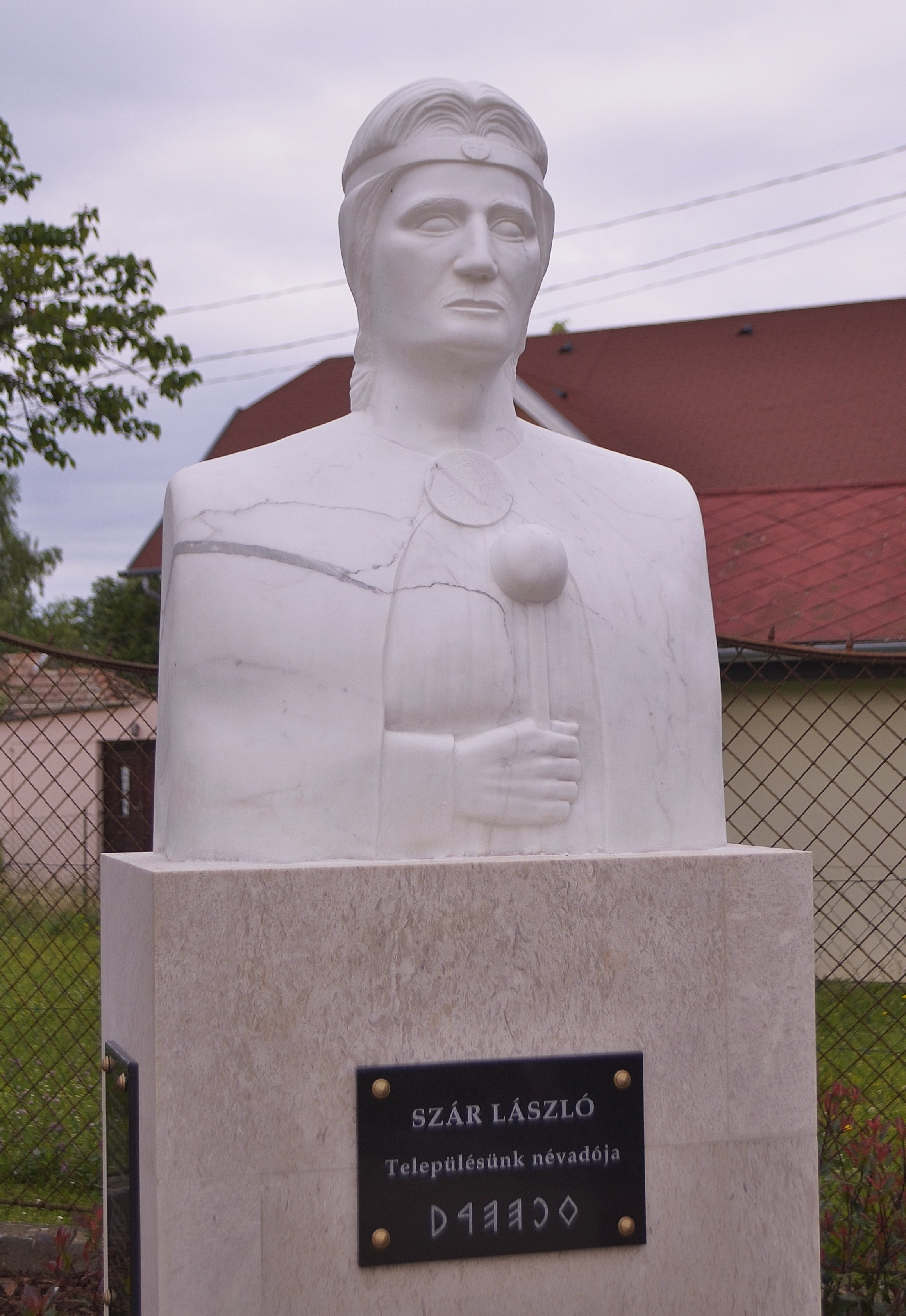
Пам'ятник Ласло Лисому
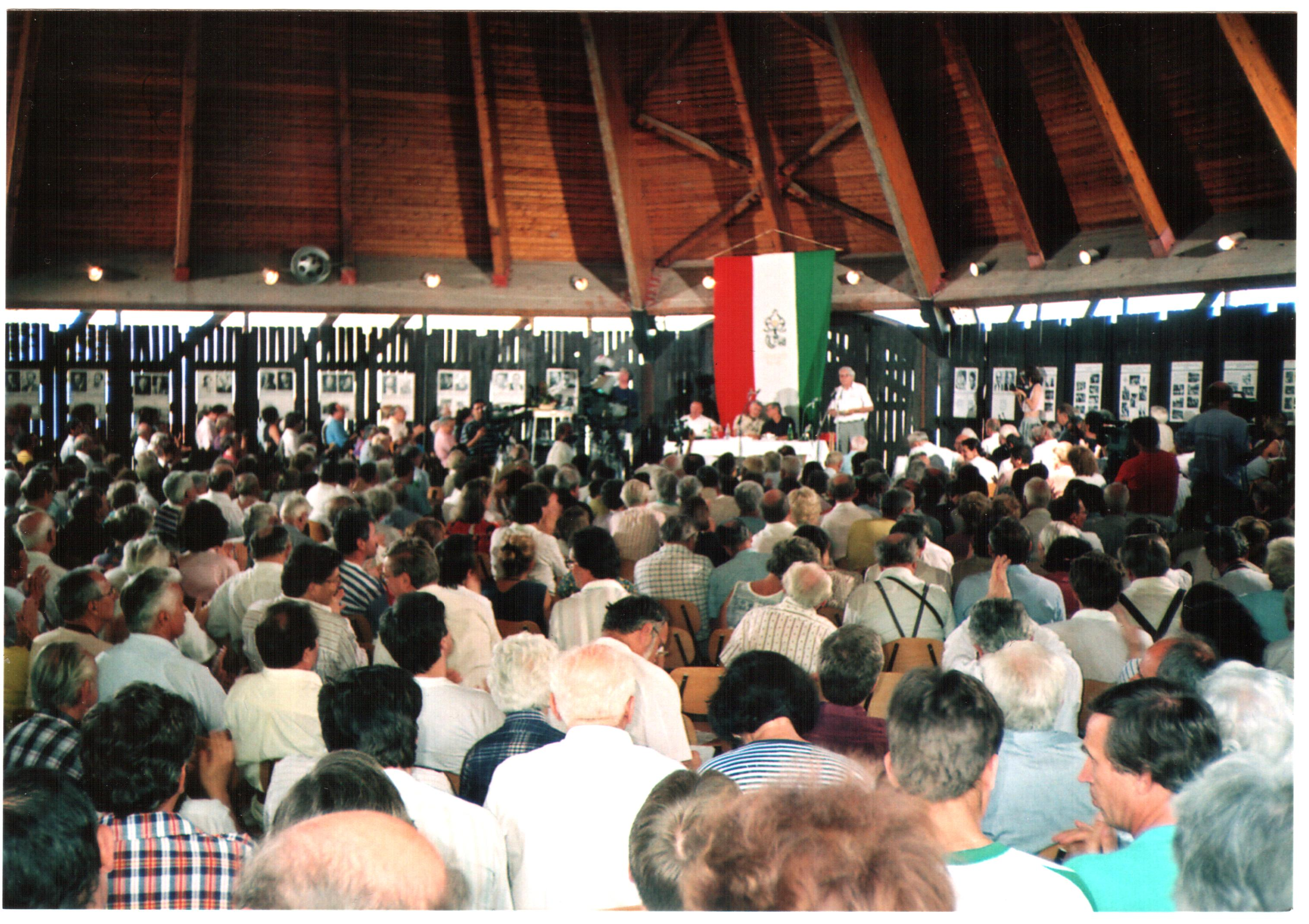
Конференція 1993 року
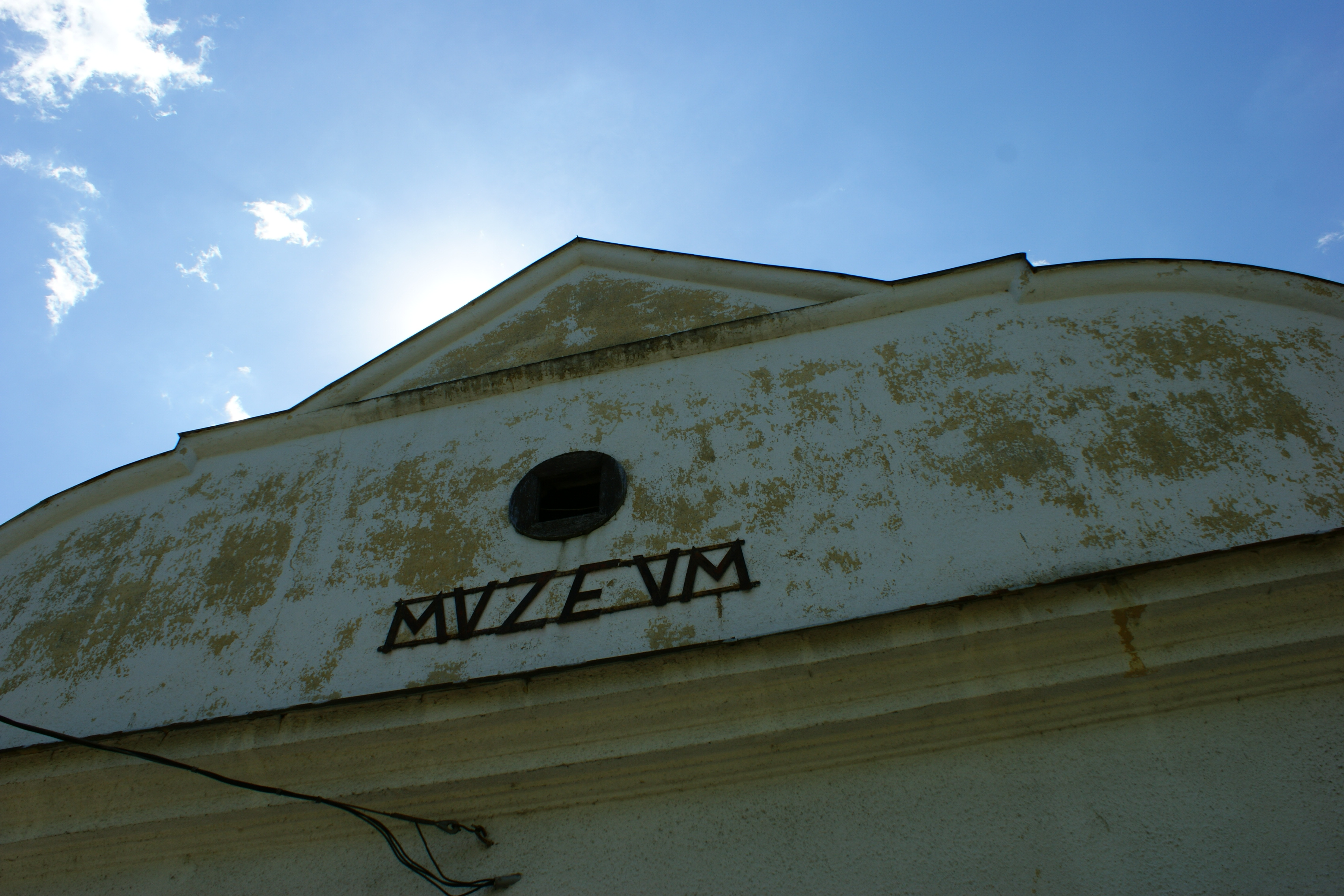
Музей Аттіли Йожефа